# Тиранська фондова біржа
Тиранська фондова біржа (алб. Bursa e Tiranës) — основна фондова біржа в Албанії . Вона розташована у столиці — Тирані. Її назва скорочується як TSE. Генеральний менеджер фондової біржі — Аніла Фурерай.

## Історія
Тиранська фондова біржа була першою фондовою біржею в Албанії. Біржа спочатку була створена як відділ Банку Албанії, вона була орієнтована на ринок замовлення, основний бізнес якого складався з вторинної торгівлі казначейськими векселями та 5 державних облігацій.
Спочатку торгові сесії проводилися двічі на тиждень, але після жовтня 1997 року сесії почали проводитись кожного робочого дня. Відтоді 3-місячні та 6-місячні казначейські векселі почали прийматися як торгові інструменти.
З 1 серпня 1998 року почав працювати первинний ринок казначейських векселів. Аукціони проводилися в Департаменті грошових операцій Банку Албанії.
Тиранська фондова біржа була остаточно відокремлена від Банку Албанії 1 липня 2002 року, щоб продовжити свою організацію та функціонувати як акціонерне товариство.
Фондова біржа Тирани отримала ліцензію на ринку цінних паперів 1 липня 2003 року від Органу фінансового нагляду. Ця ліцензія була поновлена знову в 2005 році на 2-річний термін. У 2007 році Тиранська фондова біржа отримала ліцензію Органу фінансового нагляду на невизначений термін.

## Діяльність
У квітні 2007 року компанія представила на офіційному вебсайті список компаній, що можуть брати участь в аукціонах.
У грудні 2014 року тиранська фондова біржа припинила свою діяльність.